# اسفزار (سربیشه)
اسفزار، روستایی در دهستان مود بخش مود شهرستان سربیشه استان خراسان جنوبی ایران است.

## موقعیت جغرافیایی
روستای اسفزار در فاصله ۴۸ کیلومتری شرقی شهر بیرجند در مسیر جاده چاج به شهرستان درمیان قرار دارد. اهالی این روستاها از نظر مذهب، معیشت، شیوه زندگی و اوضاع اجتماعی با یکدیگر وجه اشتراک زیادی دارند.

## جمعیت
بر پایه سرشماری عمومی نفوس و مسکن در سال ۱۳۹۵ جمعیت این روستا ۳۹۴ نفر (۱۳۲خانوار) بوده‌است.

## وجه تسمیه
دربارهٔ وجه تسمیه روستا آمده‌است که چون در جنوب شرقی روستا ارتفاعاتی از جنس آهک و سفید رنگ وجود دارد قبلاً به آن سفیدزار می‌گفته‌اند که به مرور زمان به اسفزار تغییر نام یافته‌است.

## تاریخچه
نام اسفزار در اوایل دوران اسلامی به منطقه‌ای بین زرنگ و هرات گفته می‌شد که از شهرهای مهم این منطقه شیندند امروزی (سبزوار افغانستان، اسفزار افغانستن) است. این منطقه در زمان یعقوب لیث، محل زندگی کردها (کوچ‌نشینان) بوده و برای مدتی تحت تسلط خوارج قرار داشت.
از آثار تاریخی روستای اسفزار می‌توان به قلعه تاریخی آن اشاره کرد. 

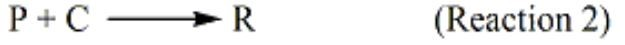
نمایی از قلعه تاریخی روستای اسفزار

## قلعهٔ تاریخی اسفزار
قلعه اسفزار برفراز بلندای تپه‌ای در وسط روستای اسفزار از جمله قلعه‌های خشتی و گلی با حصار خارجی و برج‌هایی در چهارگوشه می‌باشد که ظاهراً به عنوان بنایی دفاعی در مقابل حمله مهاجمان و راهزنان بنا شده‌است. قلعهٔ مزبور دارای بارو و چهار برج در چهار گوشه‌است و قدمت آن به اواخر صفویه تا اواخر قاجار برمی‌گردد.

## مشاهیر
از چهره‌های سرشناس این روستا می‌توان به مرحوم میر علی اکبر خزاعی و فرزندانش خانم دکتر زهره خزاعی مدیر گروه زنان و عضو هیئت علمی و مدیر مرکز EDC دانشگاه علوم پزشکی بیرجند ودکتر حمید خزاعی اشاره داشت که تا کنون با ثبت بیش از ۲۲ اختراع در زمره محققین برجسته ایرانی در زمینه مخابرات نوری قرار دارد.

## مردم‌شناسی
مذهب مردم منطقه اسفزار شیعه و از نوع اثنی عشری است که با زبان فارسی و با گویش بیرجندی سخن می‌گویند.

## حرفه و پیشه
شغل اصلی مردم روستا دامداری است و در کنار آن به کشاورزی نیز مشغول هستند، علاوه بر این تعدادی از اهالی قالیبافی نیز می‌کنند و این صنعت از عمده صنایع دستی روستا به‌شمار می‌رود.
عمده محصولات کشاورزی منطقه شامل گندم، سیر، جو، شلغم، چغندر و زردک است.
کاشت محصولات باغی در روستا چندان به چشم نمی‌خورد و فقط تعدادی درختان عناب، توت، گردو، زردآلو، و بادام کاشت شده‌است.

## امکانات
راه روستا در سالهای اخیر ایجاد و آسفالت شده‌است و علاوه بر این روستا دارای آب شرب، برق، تلفن، خانه بهداشت، مدرسه ابتدایی، مدرسه راهنمایی، حمام و چندین مغازه از جمله خواربار فروشی، نانوایی، تعمیرگاه موتور هستند.
.